# AEG G.III
Le AEG G.III est un bombardier biplan bimoteur triplace dérivé du AEG G.II dont il se distinguait principalement par ses moteurs Mercedes D IV. Introduit en décembre 1915, l'AEG G.III semble avoir été construit à 120 exemplaires, mais fut peu utilisé au front. Le KG1 est pourtant connu pour avoir effectué des missions avec sur AEG G.III.

## Référence
1. ↑  Gray, Peter; Owen Thetford (1970). German Aircraft of the First World War (2nd ed.). London: Putnam.  (ISBN 0-370-00103-6)